# Trachelipus dimorphus
Trachelipus dimorphus is een pissebed uit de familie Trachelipodidae. De wetenschappelijke naam van de soort is voor het eerst geldig gepubliceerd in 1941 door Zdenek Frankenberger.